# Uniforme

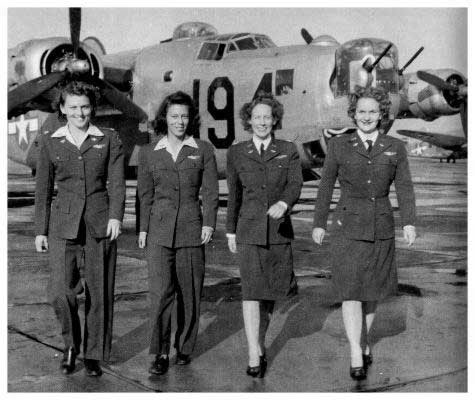
Pilotas de avião estadunidenses com seus uniformes

Uniforme (do termo latino uniforme) é um padrão de vestuário usado por membros de uma dada organização. Sacerdotes e assemelhados, por exemplo, quase sempre utilizam padrões de vestuário. Uniformes também são usados por forças como polícia, serviços de emergência médica, seguranças e por prisioneiros. Muitas vezes, trabalhadores de um dado estabelecimento industrial ou comercial utilizam uniformes. Estudantes, frequentemente, utilizam uniformes.

## Uniforme escolar
Os uniformes escolares criam uma padronização dos alunos, o que facilita a identificação e o controle da entrada e saída de pessoas nas instituições acadêmicas. Outra vantagem dessa padronização é evitar a discriminação social entre os próprios estudantes.
Etimologia

A palavra uniforme é de origem latina «uni-forme», onde, uni - único/a e forme - igual.

## Tipos de uniformes
- Uniforme escolar
- Uniforme militar
- Uniforme esportivo
- Uniforme eclesiástico
- Uniforme de serviço